# Họ Sẻ
Họ Sẻ hay Họ Sẻ Cựu Thế giới (danh pháp khoa học: Passeridae) là một họ chim gồm các loài chim nhỏ thuộc bộ Sẻ (Passeriformes). Chúng còn được gọi là sẻ thực sự, một tên cũng được sử dụng cho chi Passer của họ này. Chúng khác biệt với sẻ Tân Thế giới (họ Passerellidae). Nhiều loài làm tổ trên các tòa nhà và nhà và Passer montanus, đặc biệt hơn, sống ở các thành phố với số lượng lớn. Chúng chủ yếu ăn hạt giống, mặc dù chúng cũng ăn côn trùng nhỏ. Một số loài tìm kiếm thức ăn xung quanh các thành phố và, giống như mòng biển hoặc bồ câu, sẽ ăn một lượng nhỏ nhiều loại thức ăn.

## Phân loại học
Họ Sẻ gồm 43 loài, chia thành 8 chi:
| Hình ảnh | Chi                 | Các loài còn tồn tại |
| -------- | ------------------- | --- |
|          | Hypocryptadius      | - Hypocryptadius cinnamomeus |
|          | Carpospiza          | - Carpospiza brachydactyla |
|          | Petronia            | - Petronia petronia |
|          | Onychostruthus      | - Onychostruthus taczanowskii |
|          | Montifringilla      | - Montifringilla henrici - Montifringilla nivalis - Montifringilla adamsi |
|          | Pyrgilauda          | - Pyrgilauda theresae - Pyrgilauda ruficollis - Pyrgilauda davidiana - Pyrgilauda blanfordi |
|          | Gymnoris            | - Gymnoris pyrgita - Gymnoris superciliaris - Gymnoris dentata - Gymnoris xanthocollis |
|          | Passer (sẻ thật sự) | - Passer melanurus - Passer eminibey - Passer cordofanicus - Passer shelleyi - Passer rufocinctus - Passer motitensis - Passer griseus - Passer swainsonii - Passer suahelicus - Passer gongonensis - Passer diffusus - Passer pyrrhonotus - Passer cinnamomeus - Passer montanus - Passer ammodendri - Passer flaveolus - Sẻ bụi vàng - Passer hemileucus - Passer insularis - Passer hispaniolensis - Passer italiae - Passer domesticus - Sẻ nhà - Passer castanopterus - Passer iagoensis - Passer simplex - Sẻ sa mạc - Passer zarudnyi - Passer euchlorus - Passer luteus - Passer moabiticus |